# Immeuble au 3, rue Du Guesclin de Nantes
L'immeuble, bâti au XVIIIe siècle, est situé au no 3 de la rue Du Guesclin à Nantes, en France. L'immeuble a été inscrit au titre des monuments historiques en 1941.

## Historique
Le bâtiment est inscrit au titre des monuments historiques par arrêté du 7 août 1941.